# Francisco Ubiera
Francisco Eduardo Ubiera Torres (La Romana, 21 de agosto de 1990) es un futbolista dominicano, que juega como defensa central y mediocampista defensivo.

## Carrera
Hizo su debut internacional para la Selección de fútbol de la República Dominicana en 2011, y ha aparecido en los partidos de clasificación para la Copa Mundial de la FIFA.